# پومییاچا
پومییاچا (به صربی: Pomijača) یک منطقهٔ مسکونی در صربستان است که در لوزنیسا واقع شده‌است. پومییاچا ۲۰۱ نفر جمعیت دارد.